# Recoules-d'Aubrac
Recoules-d'Aubrac är en kommun i departementet Lozère i regionen Occitanien i södra Frankrike. Kommunen ligger i kantonen Nasbinals som tillhör arrondissementet Mende. År 2022 hade Recoules-d'Aubrac 164 invånare.

## Befolkningsutveckling
Antalet invånare i kommunen Recoules-d'Aubrac
| Referens: INSEE |